# Georg Klein (pisarz)
Georg Klein (ur. 29 marca 1953 w Augsburgu)  – niemiecki pisarz zamieszkały w Berlinie i wschodniej Fryzji.

## Życiorys
Studiował germanistykę, historię i socjologię na Uniwersytecie Augsburskim oraz Uniwersytecie Ludwika i Maksymiliana w Monachium. Od 1984 pisał opowiadania dostrzeżone przez krytykę, zebrane w tomach Anrufung des Blinden Fisches (1999) i Von den Deutschen (2002). Szerokim echem odbiła się Libidissi, powieść o wątkach szpiegowskich wydana w 1998. W 2001 opublikował powieść Barbar Rosa, w 2004 Die Sonne scheint uns, a w 2010 Roman unserer Kindheit.

## Nagrody
- Nagroda im. Braci Grimm (1999)
- Nagroda im. Ingeborg Bachmann (2000)